# Gary Moores
Gary Moores (ur. 4 kwietnia 1959 w Manchesterze) – brytyjski zapaśnik walczący w stylu wolnym. Olimpijczyk z Los Angeles 1984, gdzie odpadł w eliminacjach w kategorii 52 kg. Zajął siódme miejsce na mistrzostwach Europy w 1984 roku.
Mistrz kraju w 1984 (54 kg) i 1985 (58 kg).
- Turniej w Los Angeles 1984

Pokonał Faraga Ali z Egiptu, a przegrał z Amerykaninem Joe Gonzalesem i Szabanem Trsteną z Jugosławii.